# Avenue Brébant
L'avenue Brébant est une voie de la commune de Reims, située au sein du département de la Marne, en région Grand Est.

## Situation et accès
L'avenue Brébant appartient administrativement au Quartier Maison-Blanche - Sainte-Anne - Wilson à Reims.
Elle est à double sens et longe le canal de l'Aisne à la Marne.

## Origine du nom
Elle porte le nom de Louis Brébant médecin à Reims.

## Historique
Elle porte ce nom depuis 1892.

## Bâtiments remarquables et lieux de mémoire
- Les Magasins Généraux.

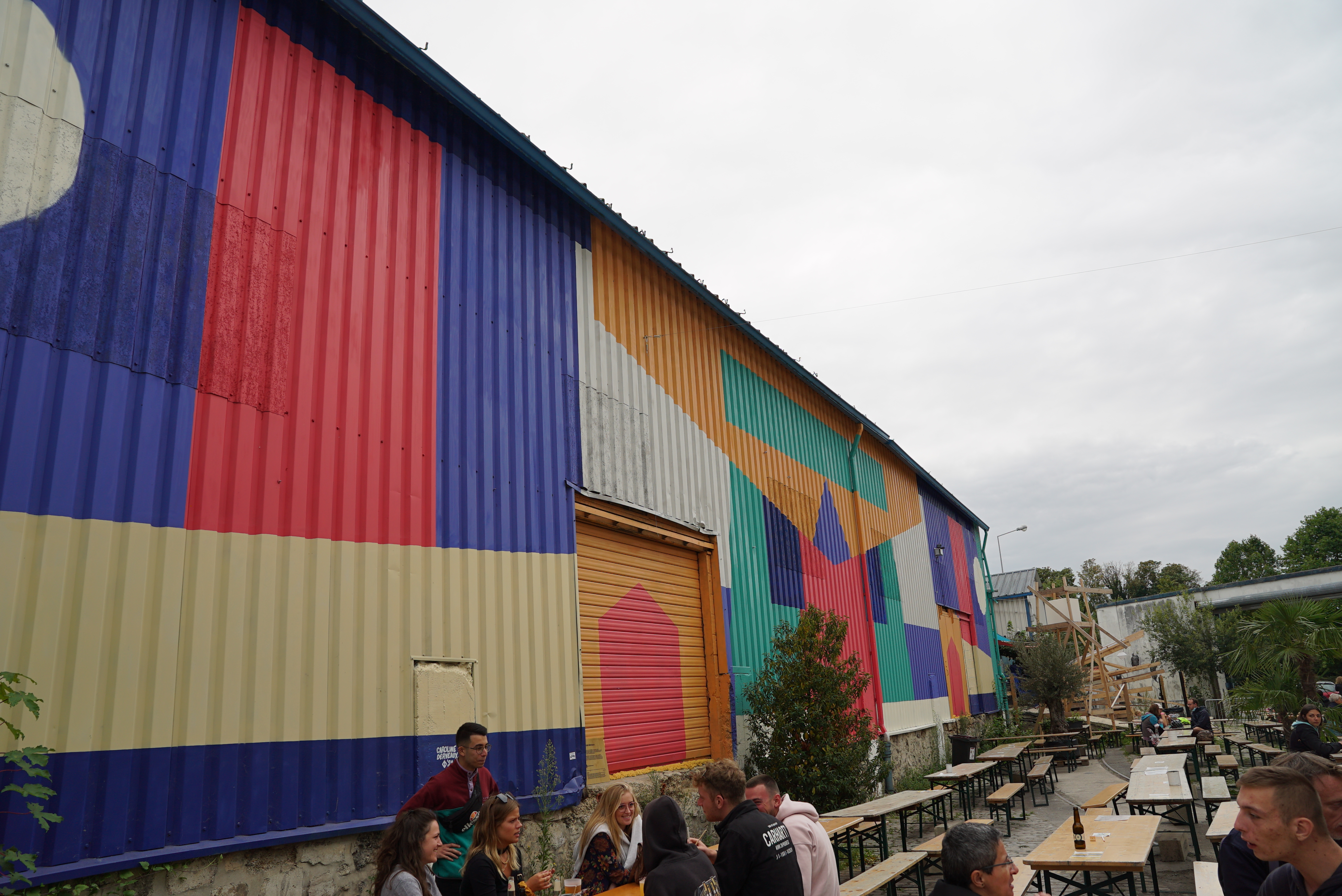
Magasin généraux devenant
Magasins Libres.